# John B. Earle

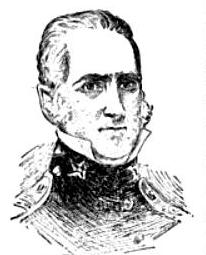
John B. Earle

John Baylis Earle (* 23. Oktober 1766 im Polk County, Province of North Carolina; † 3. Februar 1836 in Anderson, South Carolina) war ein US-amerikanischer Politiker. Zwischen 1803 und 1805 vertrat er den Bundesstaat South Carolina im US-Repräsentantenhaus.

## Werdegang
John Earle war ein Neffe von Elias Earle und ein Cousin von Samuel Earle, die beide ebenfalls Kongressabgeordnete für South Carolina waren. Er wurde in der Nähe von Spartanburg, knapp außerhalb der Staatsgrenze von South Carolina, geboren. Bald zog er aber nach South Carolina und wurde während des Unabhängigkeitskrieges trotz seiner Jugend zunächst Trommler und dann Soldat der Kontinentalarmee. Später erwarb er die Plantage „Silver Glade“, die er bewirtschaftete.
Politisch wurde Earle Mitglied der von Präsident Thomas Jefferson gegründeten Demokratisch-Republikanischen Partei. Bei den Kongresswahlen des Jahres 1802 wurde er im damals neu geschaffenen achten Wahlbezirk von South Carolina in das US-Repräsentantenhaus in Washington, D.C. gewählt. Dort trat er am 4. März 1803 sein neues Mandat an. Da er im Jahr 1804 auf eine erneute Kandidatur verzichtete, konnte er bis zum 3. März 1805 nur eine Legislaturperiode im Kongress absolvieren.
In  den folgenden Jahren widmete er sich wieder der Arbeit auf seiner Plantage. Gleichzeitig war er 16 Jahre lang als Adjutant General Befehlshaber der Staatsmiliz von South Carolina. In dieser Eigenschaft leitete er auch deren Mobilisierung für den Einsatz im Britisch-Amerikanischen Krieg von 1812, an dem er ebenfalls teilnahm. Während der Nullifikationskrise in den Jahren 1832 und 1833 war er Mitglied der Versammlung, die den Nullifikationsbeschluss fasste, der besagte, dass das umstrittene Bundeszollgesetz für South Carolina ungültig sei. John Earle starb am 3. Februar 1836 und wurde auf seiner Plantage beigesetzt.